# Квадендамме
Квадендамме (нід. Kwadendamme) — село в нідерландській провінції Зеландія. Входить до муніципалітету Борселе.
Його площа становить 6,40 км², а населення станом на 2021 рік складало 950 осіб.
Перша згадка про населений пункт датується 1581 роком.

## Галерея

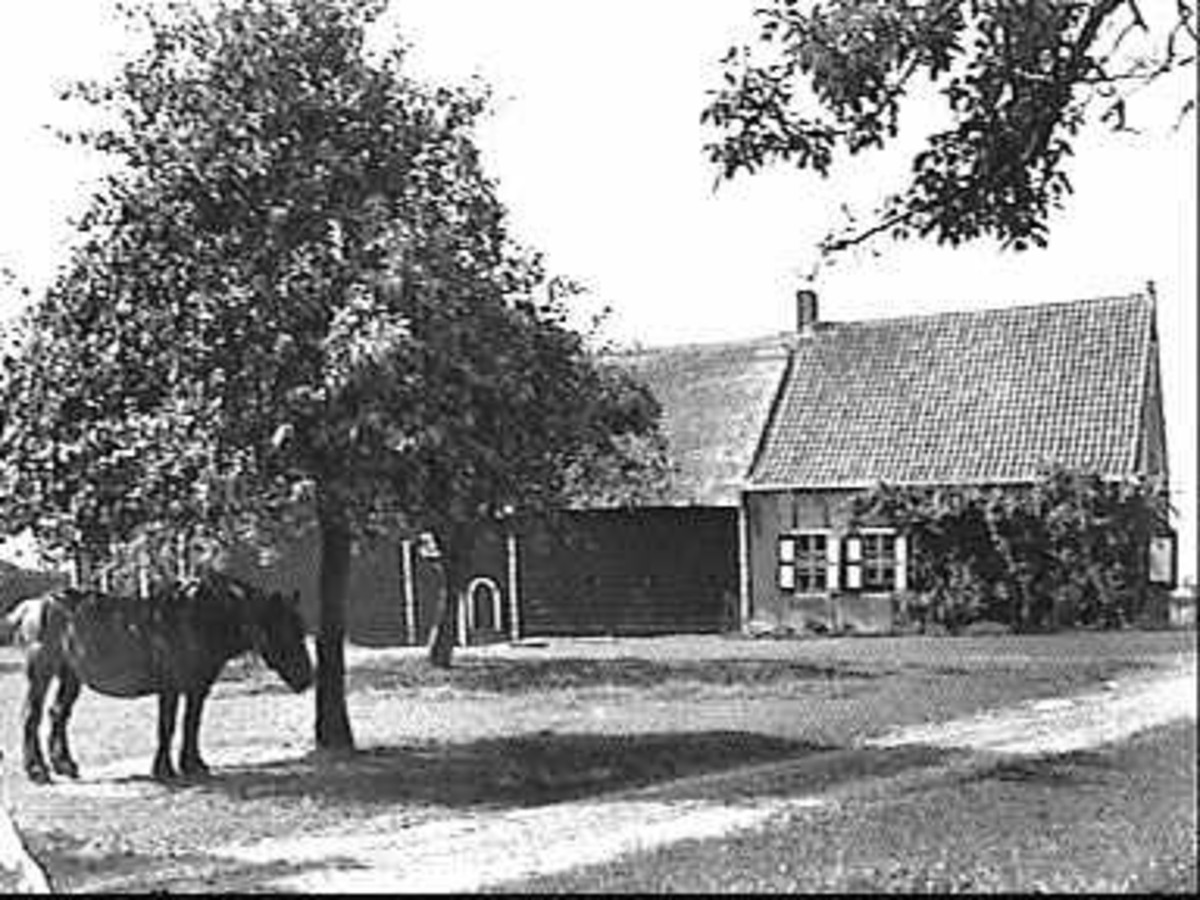
Ферма у Квадендамме (1964)
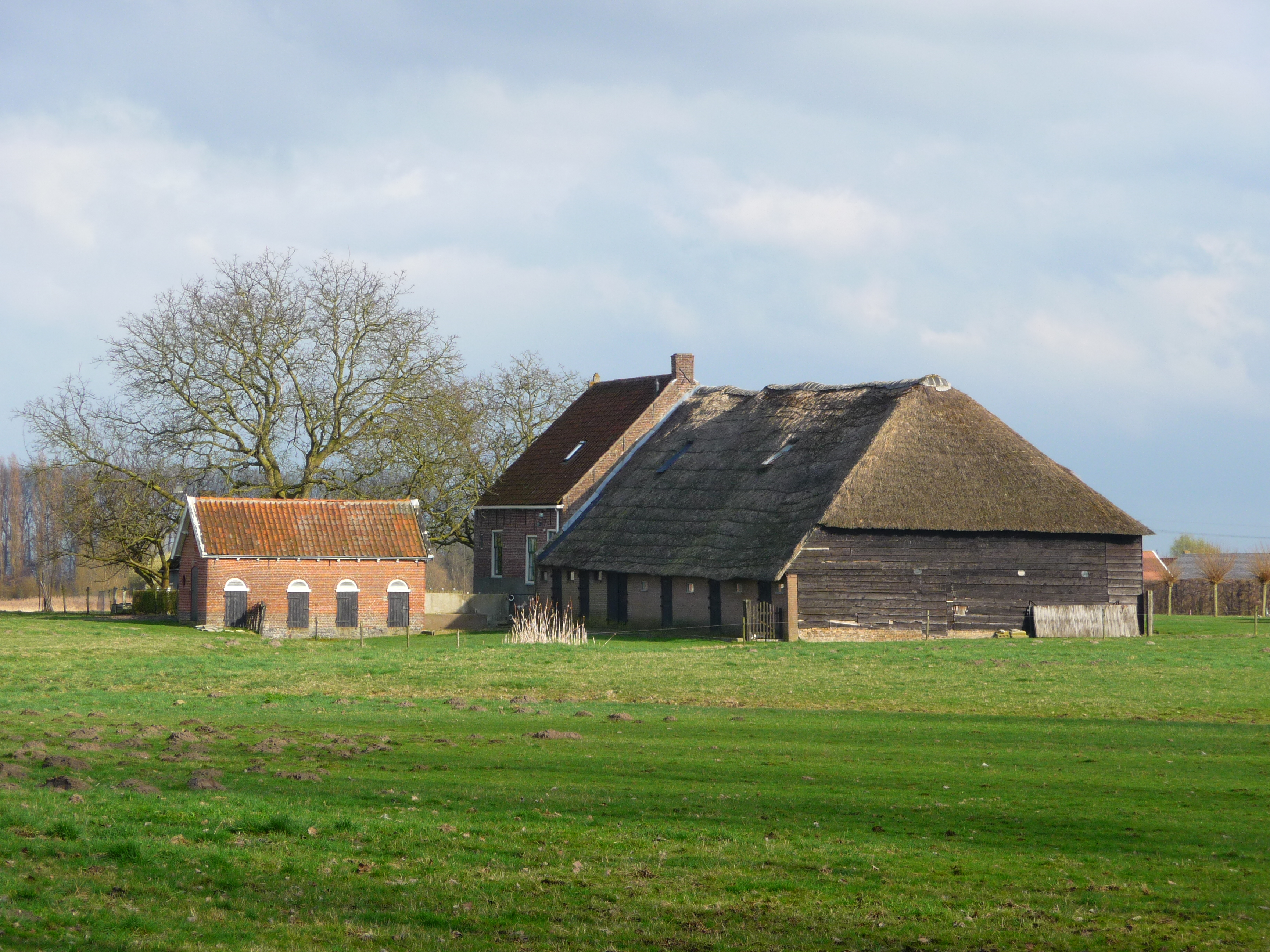
Ферма у Квадендамме
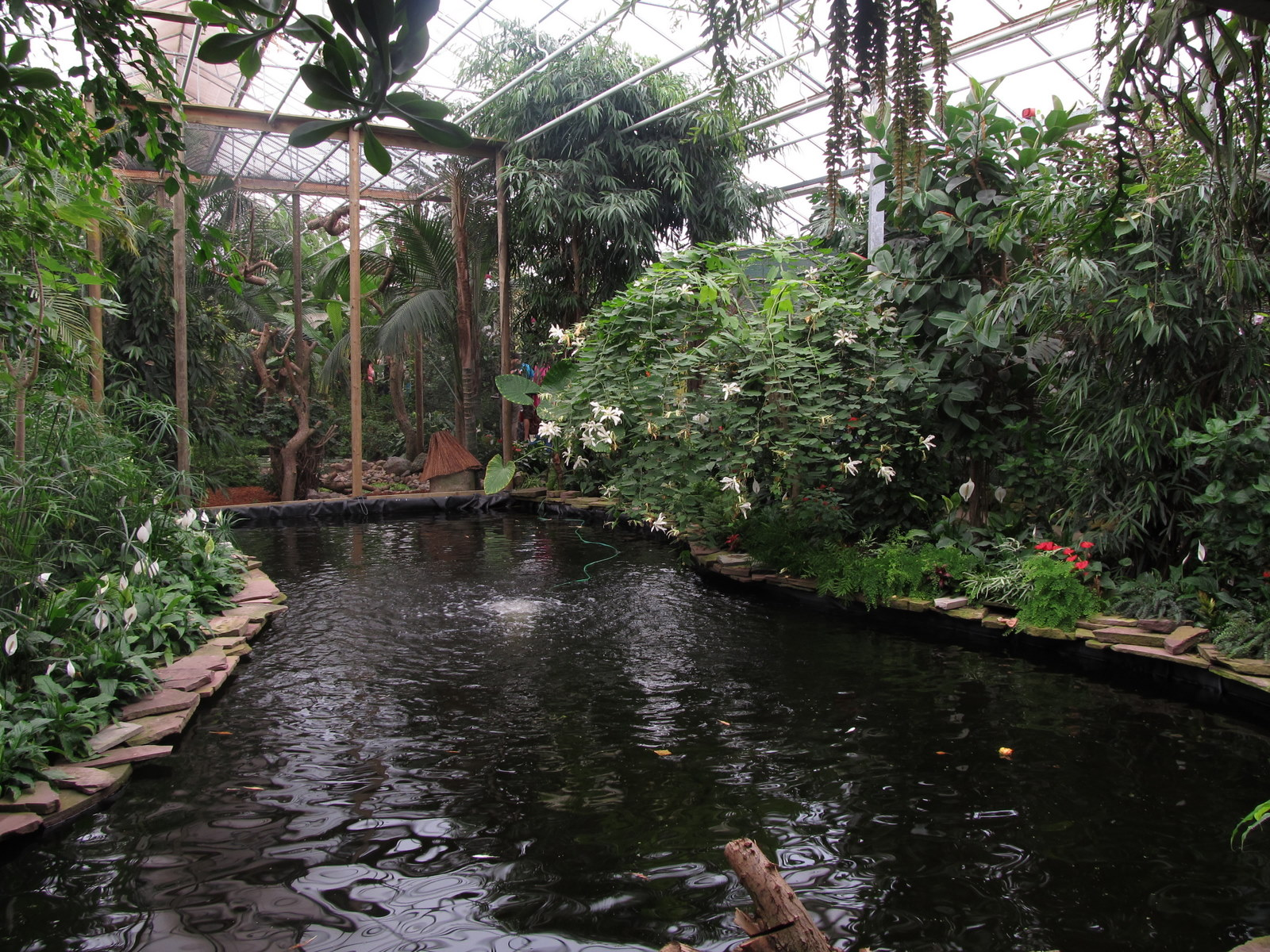
Міні-зоопарк у селі
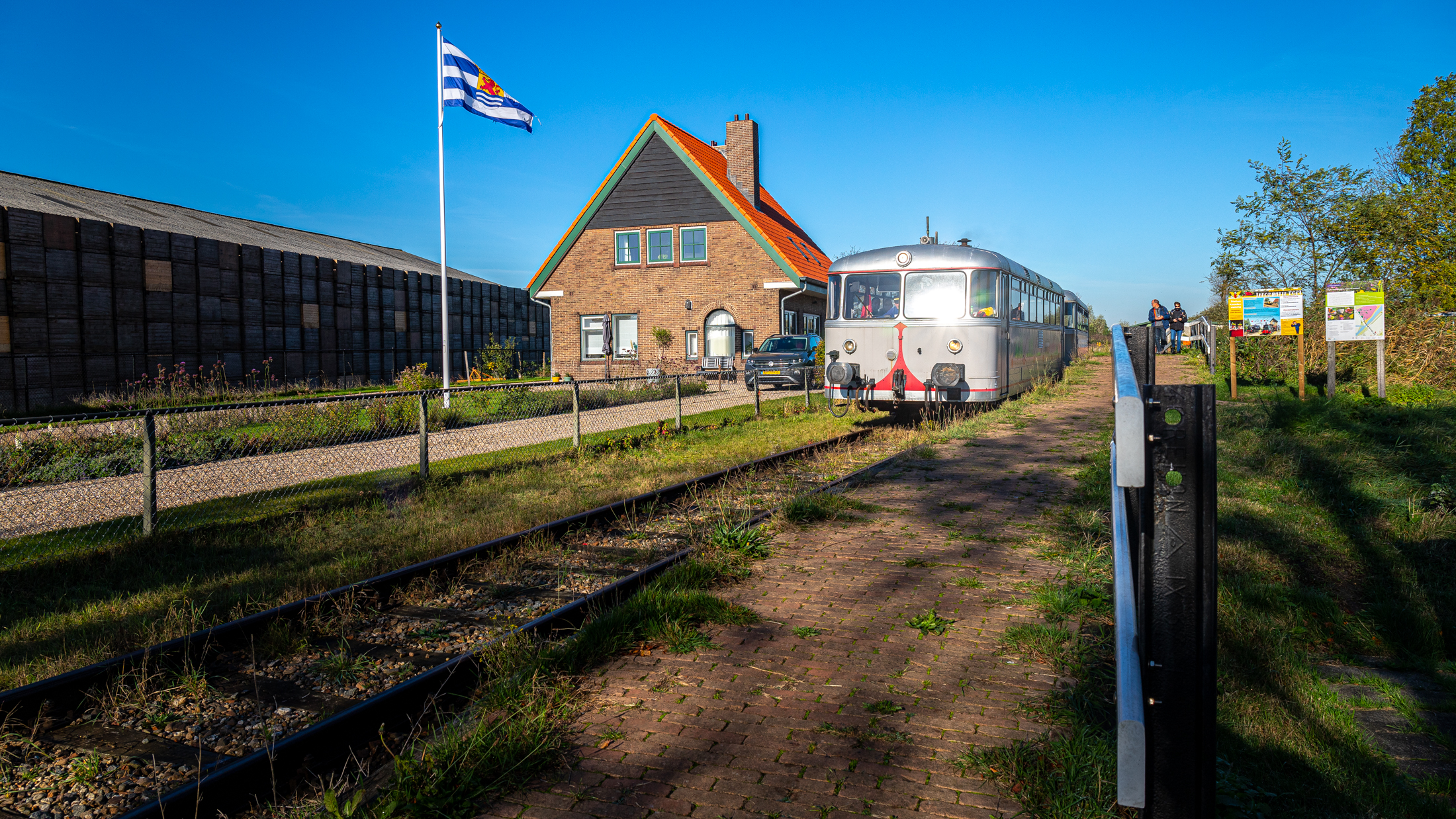
Залізнична станція